# 창원스포츠파크
창원스포츠파크(昌原스포츠파크, Changwon Sports Park)는 대한민국 경상남도 창원시에 있는 스포츠 시설 단지이다. 창원종합운동장, 보조경기장, 창원실내체육관, 궁도 경기장, 롤러 경기장 등 여러 스포츠 경기 시설이 갖춰져 있다.

## 기록

### 1996년 아시안 슈퍼컵
| 날짜            | 팀 1           | 스코어 | 팀 2            | 라운드 |
| --------------- | -------------- | ------ | --------------- | ------ |
| 1996년 7월 31일 | 천안 일화 천마 | 5 - 3  | 벨마레 히라츠카 | 1차전  |

## 참고 문헌
- 〈창원스포츠파크〉. 《한국향토문화전자대전》. 한국학중앙연구원. 2022년 12월 15일에 원본 문서에서 보존된 문서. 2019년 10월 18일에 확인함.
- 〈창원스포츠파크〉. 《두피디아》. 두산.
- 《전국 공공체육 시설 현황 (2017년말 기준)》. 대한민국 문화체육관광부. 2019.

## 같이 보기
- 창원종합운동장
- 창원스포츠파크 보조경기장